# Batracomorphus procris
Batracomorphus procris är en insektsart som beskrevs av Knight 1983. Batracomorphus procris ingår i släktet Batracomorphus och familjen dvärgstritar. Inga underarter finns listade i Catalogue of Life.